# Antoni Pérez i Gil
Antoni Pérez i Gil és un advocat valencià de Dénia (Marina Alta).

## Biografia
Durant el franquisme va defensar valencians davant dels tribunals franquistes i, des de fa molts anys, ha treballar des de l'ombra en tots els processos de dignificació nacional al País Valencià. Ha assessorat a entitats com Acció Cultural del País Valencià (de la que en forma part del consell jurídic), el Secretariat de l'Ensenyament de l'Idioma, la fundació Ausiàs March i la Fundació Josep Renau, entre d'altres.
Actualment treballa com a lletrat major de l'Assessoria Jurídica de l'Ajuntament de València i hom considera que ha estat decisiu en qüestions com la defensa de la instal·lació de repetidors de TV3 o la conversió de l'edifici d'El Siglo Valenciano en centre d'irradiació cultural catalana al bell mig de València. El 2003 va rebre el Premi d'Actuació Cívica de la Fundació Lluís Carulla.